# María Tost
Pour les articles homonymes, voir Tost.
María Tost Forrellat est une joueuse de hockey sur gazon espagnole. Elle évolue au poste d'Attaquante au Club Egara et avec l'équipe nationale espagnole.

## Biographie
María est née le 21 mars 1994 à Sant Cugat del Vallès.

## Carrière
- Elle a fait ses débuts avec l'équipe nationale en 2014.
- Elle a remporté l'or aux finales des Hockey Series 2018-2019 à Valence[3], suivi d'une médaille de bronze lors de l'Euro 2019 à Anvers[4].

## Palmarès
- : 1re aux finales des Hockey Series 2018-2019.
- : 3e à l'Euro 2019.